# Someone like You (canção de Adele)
"Someone like You" (Alguém como você em português) é uma canção da artista musical inglesa Adele, lançada como o segundo single de seu segundo álbum de estúdio, 21 (2011). A canção foi composta por Adele e Dan Wilson, com produção dos mesmos. Foi inspirada no fim de um relacionamento e liricamente fala de Adele chegar a um acordo com ele. Acompanhada apenas por um piano na música (tocado pelo co-compositor Wilson), Adele canta sobre o fim do relacionamento com seu ex-namorado. A música recebeu grande aclamação de críticos de música, que escolheram a música como um dos destaques de 21 e elogiou a letra, seu som simples e a performance vocal de Adele.
Depois de uma apresentação bem recebida da canção no BRIT Awards 2011, "Someone like You" tornou-se o primeiro single número um de Adele no Reino Unido, e ficou por 18 semanas na primeira posição no Reino Unido. O single também liderou as paradas na Irlanda, Nova Zelândia, Austrália, Brasil, Itália, França e Suíça, e se tornou o segundo número um da Adele nos Estados Unidos. Tornou-se também a canção que ficou mais vezes no topo nas paradas da Irlanda e passou seis semanas no número um. Foi adicionada nas rádios americanas em 9 de agosto de 2011.

## Escrita e inspiração

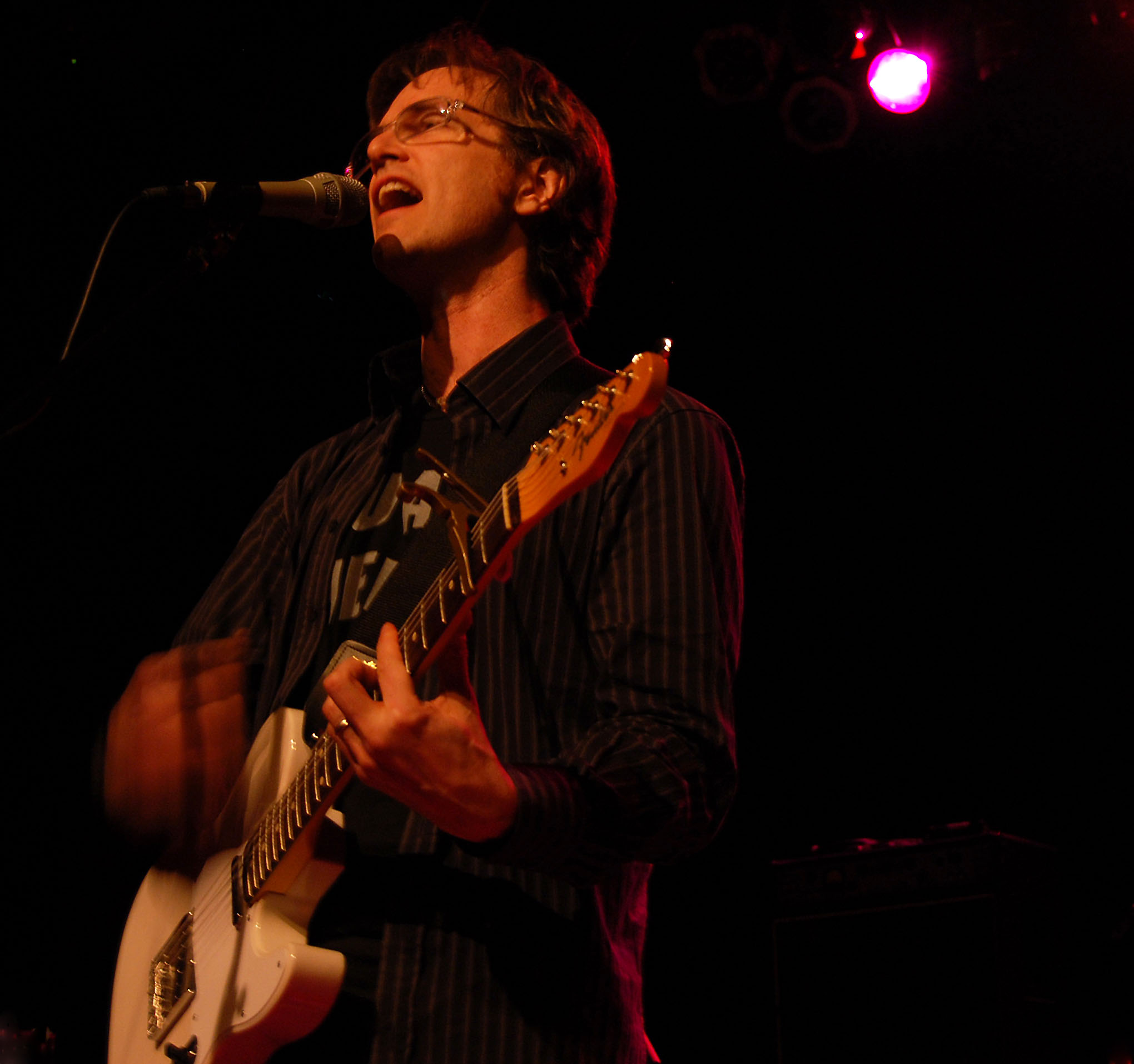
Dan Wilson of the music group Semisonic. Photo taken on April 12, 2008.

"Someone like You" é uma trágica balada tocada no piano, que liricamente fala em "chegar a um acordo sobre um relacionamento acabado". A faixa apresenta um forte desempenho vocal todo e possui pontos climaticos. De acordo com Aamir Yaqub da Soul Culture, "Falando de um amor perdido, sendo um espectáculo comovente em uma faixa com um desempenho vocal que faz com uma narrativa quase palpável ... Captura realmente a experiência da história e a coloca transversalmente ambos em uma forma verossímel e incrível." "Someone Like You" também tem sido comparada com a canção "Hometown Glory", do álbum 19.
"Someone Like You" foi uma das últimas músicas escritas para o álbum 21. A faixa, que resume o conteúdo lírico do 21, conta todos os recurso usados nas outras músicas. Adele revelou que ela estava lutando emocionalmente quando ela a compôs: "Quando eu estava escrevendo eu estava me sentindo muito triste e solitária, o que contradigo em "Rolling in the Deep".

## Gravação e composição
Adele depois colaborou com o famoso músico e produtor Dan Wilson para escrever "Someone like you", que foi uma das canções finais compostas para o álbum. Antes de se encontrar com Wilson, Adele disse que escreveu algumas letras usando seu violão. Os dois sentaram-se ao redor do piano por dois dias e fizeram um brainstorming de várias melodias e letras, e finalmente decidiram manter a produção musical escassa: "Nós apenas escrevemos no piano e depois gravamos quando estava escrito." Durante uma entrevista com a Billboard, Wilson afirmou que, ao escrever a música, eles queriam torná-la o mais pessoal possível. A música foi gravada no Harmony Studios em West Hollywood, Califórnia, com Wilson tocando o piano. Philip Allen projetou no estúdio. A mixagem foi feita por Tom Elmhirst e Dan Parry enquanto a masterização foi finalizada por Tom Coyne.
De acordo com partituras publicadas no Musicnotes.com pela Sony Music Publishing, "Someone like you" é um ritmo lento de 68 batidas por minuto. Uma balada lenta e queixosa emparelhando a voz de Adele com uma linha de piano, "Someone like you" é o oposto lírico de "Rolling in the Deep" na qual a cantora narra chegar a um acordo com o fim do relacionamento: "Não importa, eu vou encontrar alguém como você / Não desejo nada além do melhor para você, também / Não me esqueça, eu imploro / Eu lembro do que você disse / Às vezes acaba em amor, mas às vezes machuca em vez disso." Críticos elogiaram suas letras e maturidade introspectivas.

## Vídeo musical
O videoclipe da música foi filmado em Paris, França, pelo diretor inglês Jake Nava, que disse:
| “ | A localização evoca estilo e romance. E filmar de manhã cedo permite que você se concentre em Adele neste espaço solitário e emocional. | ” |

O vídeo começa com uma foto de uma estrada em Paris e Adele é vista andando sozinha. Ela continua a andar e começa a cantar a música com um olhar triste enquanto a câmera faz círculos e dispara mais locais em Paris, incluindo a Torre Eiffel. Durante o segundo refrão, Adele para de cantar e faz uma pausa na Ponte Alexandre III, olhando pensativa o rio Sena. Ela continua andando pelas ruas desertas durante a ponte antes de finalmente entrar em um prédio em que ela vê seu ex-namorado. Logo depois, Adele aparece em um espelho e, no fundo, aparece o homem cabisbaixo que, de acordo com o que ela queria mostrar, era o homem que ela amava e que agora estava casado com outra pessoa, que deu a ela "inspiração" para criar o álbum 21, que lhe deu fama internacional. Depois, ele vai embora e ela fica, vendo o seu amado partir.
O vídeo estreou na MTV e Vevo em 29 de setembro de 2011, e em julho de 2018, o vídeo chegou a marca de 1,1 bilhão de visualizações no YouTube.

## Faixas
| Versão Álbum |                    |                          |                          |         |  |
| N.º          | Título             | Compositor(es)           | Produtor(es)             | Duração |  |
| 11.          | "Someone Like You" | Adele Adkins, Dan Wilson | Dan Wilson, Adele Adkins | 4:45    |  |

| Performance no BRIT Awards |                                         |                |              |         |  |
| N.º                        | Título                                  | Compositor(es) | Produtor(es) | Duração |  |
| 1.                         | "Someone Like You: Live from the BRITs" |                |              | 5:10    |  |

| Download livre em Amazon MP3 |                                                 |                |              |         |  |
| N.º                          | Título                                          | Compositor(es) | Produtor(es) | Duração |  |
| 1.                           | "Someone Like You (Performed Live in Her Home)" |                |              | 5:22    |  |

| Single iTunes da Austrália |                                          |                          |                   |         |  |
| N.º                        | Título                                   | Compositor(es)           | Produtor(es)      | Duração |  |
| 1.                         | "Someone Like You"                       | Adele Adkins, Dan Wilson | Dan Wilson, Adele | 4:45    |  |
| 2.                         | "Someone Like You (Live from the BRITs)" | Adele Adkins, Dan Wilson | Dan Wilson, Adele | 5:11    |  |

## Desempenho nas paradas musicais
| Paradas Musicais (2011)              | Melhor posição |
| ------------------------------------ | -------------- |
| Brasil - Brasil Hot 100 Airplay      | 1              |
| Brasil - Brasil Hot Pop              | 1              |
| Austrália (ARIA)                     | 2              |
| Bélgica (Ultratop 50 de Flandres)    | 2              |
| Bélgica (Ultratop 50 da Valônia)     | 18             |
| Canadá - Canadian Hot 100            | 9              |
| República Checa (Rádio Top 100)      | 11             |
| França (SNEP)                        | 17             |
| Irlanda (IRMA)                       | 4              |
| Itália (FIMI)                        | 1              |
| Japão - Japan Hot 100                | 55             |
| Países Baixos (Dutch Top 40)         | 3              |
| Países Baixos (Single Top 100)       | 2              |
| Nova Zelândia (Recorded Music NZ)    | 11             |
| Noruega (VG-lista)                   | 5              |
| Escócia (Scottish Singles Chart)     | 2              |
| Eslováquia (Rádio Top 100)           | 4              |
| Suécia (Sverigetopplistan)           | 21             |
| Suíça (Schweizer Hitparade)          | 43             |
| Reino Unido (UK Singles Chart)       | 1              |
| Estados Unidos - Billboard Hot 100   | 1              |
| Estados Unidos - Adult Pop Songs)    | 23             |
| Estados Unidos Pop Songs)            | 2              |
| Estados Unidos - Rock Songs)         | 24             |
| Estados Unidos - Adult Contemporary) | 3              |

| País           | Certificação |
| -------------- | ------------ |
| Austrália      | 2× Platina   |
| Canadá         | Ouro         |
| ABPD           | Platina      |
| Itália         | 2× Platina   |
| Nova Zelândia  | Platina      |
| Reino Unido    | Platina      |
| Estados Unidos | 5× Platina   |